# Colli Asolani - Prosecco
 (novembre 2019).
Si vous disposez d'ouvrages ou d'articles de référence ou si vous connaissez des sites web de qualité traitant du thème abordé ici, merci de compléter l'article en donnant les références utiles à sa vérifiabilité et en les liant à la section « Notes et références ».
Le colli asolani - prosecco ou asolo - prosecco est un vin d'appellation d'origine protégée (DOP) produit dans la province de Trévise. 
Sa production se fait plus précisément dans les communes d’Asolo, Caerano di San Marco, Cavaso del Tomba, Crocetta del Montello, Fonte, Giavera del Montello, Maser, Montebelluna, Nervesa della Battaglia, Paderno del Grappa, Pederobba, Possagno, San Zenone degli Ezzelini, Volpago del Montello. 
Sans autres spécifications, le terme « asolo prosecco » définit un vin tranquille.

## Histoire
La présence et le développement de la vigne dans la localité Montello est due, dans un premier temps, aux moines bénédictins et ensuite à la république de Venise.
Les moines bénédictins s'établissent autour de l’an 1000 dans le monastère de S. Bona dans la localité Vidor et dans la Certosa del Montello à Nervesa della Battaglia. Ceux-ci influencent de manière sensible l’histoire de l’agriculture et de la vitiviniculture de la région en déterminant une profonde culture de la vigne et du vin, qui perdure encore aujourd'hui.
Dans la seconde moitié du XIVe siècle, quand cette aire passe aux mains des Vénitiens, colli asolani et Montello sont tout de suite reconnues comme des régions œnologiques importantes et leurs vins sont exportés dès le XVe siècle.
Au XVIe siècle, on le compare aux vins grecs et il fut taxé un tiers de plus car il fut considéré comme meilleur que les vins d'autres régions.

### Labellisation
Cette appellation d'origine contrôlée (DOCG) a été :
- approuvée par le décret ministériel du 17 juillet 2009. (J.O. 173 - 28 juillet 2009)
- modifiée par le décret ministériel du 4 février 2010 (J.O. 39 - 17 février 2010)
- modifiée par le décret ministériel du 30 novembre 2011 (publié sur le site officiel de Mipaaf Section de qualité et de sécurité - Vins DOP et IGP)

La dernière modification au cahier des charges actuelles est apportée par le décret ministériel du 7 mars 2014.

## Situation géographique

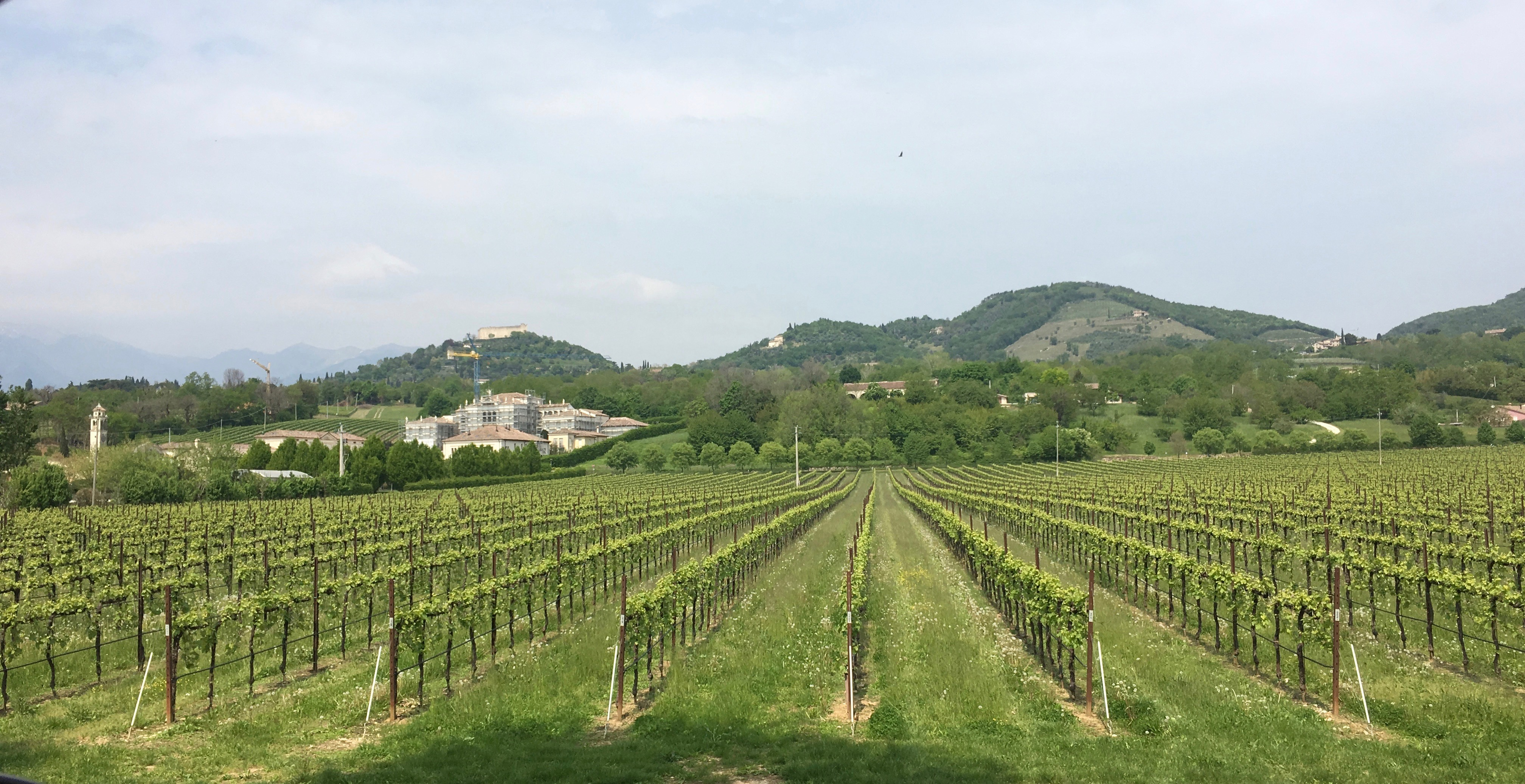
Vue du vignoble.

L’aire de production du vin colli asolani - prosecco se situe dans la région de Vénétie, au nord de Venise, dans la province de Trévise, sur les aires collinaires constituées de Montello et de Colli Asolani au pied des Dolomites, entre la localité Nervesa della Battaglia à l'est et le village Fonte à l'ouest.

### Géologie
Les collines se composent de grandes formations de l’amas formé des roches cimentées entre elles et recouvertes du sol marneux-argileux ou marneux-sableux qui se laisse travailler et décomposer par les agents atmosphériques.
Les sols sont légèrement profonds. Ils sont caractérisés par une bonne capacité de réserve utile et riches en minéraux.

### Climatologie
La spécificité climatique de la région réside dans la succession de printemps doux, d’étés pas trop chauds et d’automnes eux aussi doux.
Les températures estivales sont de 23 °C et atteignent leur pic en juillet ; les automnes sont secs et chauds grâce à la présence de brises et de différences de température considérables entre le jour et la nuit.
Les précipitations sont d’environ 700 mm d’avril à septembre et elles sont bien réparties.

## Encépagement
Dans la production du vin colli asolani – prosecco, le cépage utilisé principalement est le glera, dans des proportions de 85 % à 100 %. Toutefois, un ou plusieurs cépages suivants peuvent être également utilisés : le verdiso, le bianchetta Trevigiana (en), le perera[Quoi ?] et le glera lunga, dans une proportion n’excédant pas 15 %.

## Culture de la vigne
Seuls les vignobles bien exposés, situés sur les terrains vallonnés et/ou au pied des collines, sont considérés comme aptes à la culture de raisins utilisés pour produire le vin colli asolani - prosecco, tandis que les vignobles du fond de la vallée sont considérés comme inadaptés. 
Seule la taille en espalier simple est admise et la densité de plantation ne doit pas être inférieur à 3 000 pieds par hectare.
Toute pratique de forçage est interdite, tandis que l’irrigation secondaire est admise.
Le rendement maximal de raisin par hectare ne doit pas être supérieur à 12 tonnes et le titre alcoométrique naturel minimal du raisin destiné à la vinification doit être de 9,50 % vol.
Le rendement maximal de vinification ne doit pas être supérieur à 70 %. Au-delà de cette limite, le lot entier perd son droit à l'appellation.
Toutes les opérations de vinification et la mise en bouteille doivent être effectuées dans le territoire défini par le décret ; toutefois des dérogations sont admises sous condition d’autorisation préalable.

## Vinification
- Titre alcoométrique total minimal du vin : 10,5 % vol. ;
- Acidité totale minimale : 5,0 g/L ;
- Extrait sec non réducteur minimal : 16,0 g/L;

## Dégustation
- Œil : jaune paille, plus ou moins intense ;
- Nez : caractéristique, fruitée ;
- Bouche : de sèche à moelleuse, ronde, caractéristique.

Le vin se présente comme un vin sec. Au nez, il laisse percevoir un arôme frais, avec des notes fruitées, florales et végétales. 

## Gastronomie
- Apéritifs, hors-d’œuvre, plats principaux de poisson.